# Кодреа (Ферара)
Кодреа је насеље у Италији у округу Ферара, региону Емилија-Ромања.
Према процени из 2011. у насељу је живело 464 становника. Насеље се налази на надморској висини од 8 м.